# Maximiliano Espinosa Pica
Maximiliano Espinosa Pica, político liberal chileno (Tomé, Chile, 20 de noviembre de 1863-Berna, Suiza, 11 de septiembre de 1907). Hijo de don José Espinosa y doña Delfina Pica. Casado con Hortensia Yávar Urrutia, con quien no tuvo descendencia.
Estudió en el Liceo de Hombres de Concepción y cursó Leyes, en el mismo Liceo; juró como abogado el 29 de julio de 1884. 
Fue secretario del Juzgado de Concepción en 1887; juez propietario de Ovalle, el 23 de junio de 1888; destituido del cargo, después del triunfo de la revolución de 1891. 
Se dedicó al ejercicio libre de la profesión, en Antofagasta, desde 1892. En el norte se hizo de una cuantiosa fortuna, con algunas empresas industriales. 
Integró las filas del partido Liberal Democrático; fue secretario y vicepresidente del directorio de su partido en Antofagasta. 
Fue Ministro de Industria y Obras Públicas (1 de septiembre de 1903-10 de enero de 1904). 
Elegido Diputado por Tarapacá y Pisagua (1900-1903 y 1903-1906). En ambos períodos integró la Comisión Permanente de Industria y Obras Públicas y la de Hacienda y Negocios Eclesiásticos.
Había sido elegido senador por la provincia de Cautín, para el período 1906-1912, sin embargo en un viaje a Berna, Suiza, falleció el 11 de septiembre de 1907, siendo reemplazado en el Senado por Luis Antonio Vergara Ruiz (PLD).